# Monesple
Monesple település Franciaországban, Ariège megyében. Lakosainak száma 26 fő (2022. január 1.). Monesple Madière, Montégut-Plantaurel és Pailhès községekkel határos.

## Népesség
A település népességének változása:
| Lakosok száma | 42   | 20   | 17   | 25   | 23   | 25   | 27   | 30   | 29   | 26   |
|               | 1968 | 1982 | 1990 | 2006 | 2013 | 2015 | 2017 | 2019 | 2020 | 2022 |